# Spanische Snooker-Meisterschaft
Die Spanische Snooker-Meisterschaft ist ein Turnier zur Ermittlung des spanischen Meisters in der Billardvariante Snooker und wird ausgerichtet vom spanischen Billarddachverband Real Federación Española de Billar (RFEB).

## Geschichte
Die spanische Meisterschaft im Snooker wurde erstmals 2000 in Oropesa ausgetragen, erster Meister wurde Samir Kaddur. 2001 fand das Turnier in Andalusien statt, bevor Francisco Díaz-Pizarro 2006 in Fuengirola gewann. Nachdem 2008 David Pérez siegte, fand das Turnier 2010 in Barcelona statt, als Joan Gasques den Meistertitel holte. In den beiden darauffolgenden Jahren wurde das Turnier in Madrid ausgetragen und von David Márquez gewonnen. Im ersten Jahr gewann er im Finale mit 7:2 gegen Francisco Rodríguez, bevor er 2012 seinen Titel mit einem 5:3-Sieg über Ángel García verteidigen konnte. Im Jahr darauf musste das Turnier in Sedaví aufgrund der zu geringen Teilnehmerzahl abgesagt werden.
Seit 2018, als es im Dezember in Valencia mit 16 Teilnehmern stattfand, wird das Turnier regelmäßig ausgetragen. Dabei gab es in der ersten Runde acht Spiele, nach denen die Gewinner in eine Winner’s Round und die Verlierer in eine Loser’s Round einzogen. Die Sieger der Spieler der Winner’s Round waren dann direkt für das Viertelfinale qualifiziert, während die Verlierer in einer zweiten Loser’s Round auf die Sieger der ersten Loser’s Round trafen und die Sieger ersterer ebenfalls in das Viertelfinale einzogen. Ab diesem wurde im normalen K.-o.-System gespielt, wobei bis zum Viertelfinale im Modus Best of 3 Frames und Viertel- und Halbfinale im Modus Best of 7 Frames gespielt wurde. Das Endspiel zwischen Francisco Sánchez Ruíz und Aleix Melia ging schließlich über maximal neun Frames, von denen Ruíz nur sieben zum Titelgewinn brauchte.
2019 fand die neunte Ausgabe der Meisterschaft in Madrid statt. Erneut erreichte Sánchez Ruíz das Finale, in dem er mit einem 4:3-Sieg über David Alcaide den Titel verteidigen konnte. Nach dem durch die COVID-19-Pandemie bedingten Ausfall der Ausgabe 2020 wurde diese im Sommer 2021 in Madrid nachgeholt. Sánchez Ruíz verpasste den Titelgewinn und unterlag im Finale dem in Spanien lebenden Belgier Daan Leyssen. 2022 gewann Eric Ruiz Ardevines, der im darauffolgenden Jahr das Endspiel gegen Aleix Melia verlor, als das Turnier erstmals in Torredelcampo ausgetragen wurde. 2024 konnte Melia seinen Titel bei der Rückkehr des Turniers nach Valencia verteidigen.
2025 wurde die Meisterschaft erstmals in Saragossa ausgespielt und erneut von Aleix Melia gewonnen, der durch seinen dritten Titel zum alleinigen Rekordsieger des Turniers wurde.

## Sieger
| Jahr      | Austragungsort | Sieger                 | Ergebnis  | Finalist               |
| --------- | -------------- | ---------------------- | --------- | ---------------------- |
| 2000      | Oropesa        | Samir Kaddur           | unbekannt | Daniel Sedó            |
| 2001      | Andalusien     | unbekannt              | unbekannt | unbekannt              |
| 2006      | Fuengirola     | Francisco Díaz-Pizarro | 5:3       | Eduardo Guillén        |
| 2008      | unbekannt      | David Pérez            | unbekannt | unbekannt              |
| 2010      | Barcelona      | Joan Gasques           | 4:2       | Pascual Peñafiel       |
| 2011      | Madrid         | David Márquez          | 7:2       | Francisco Rodríguez    |
| 2012      | Madrid         | David Márquez          | 5:3       | Ángel García           |
| 2013      | Sedaví         | abgesagt               | abgesagt  | abgesagt               |
| 2018      | Valencia       | Francisco Sánchez Ruíz | 5:2       | Aleix Melia            |
| 2019      | Madrid         | Francisco Sánchez Ruíz | 4:3       | David Alcaide          |
| 2020/2021 | Madrid         | Daan Leyssen           | 4:2       | Francisco Sánchez Ruíz |
| 2022      | Madrid         | Eric Ruiz Ardevines    | 4:3       | Diego Rey              |
| 2023      | Torredelcampo  | Aleix Melia            | 4:2       | Eric Ruiz Ardevines    |
| 2024      | Valencia       | Aleix Melia            | 5:1       | Konstantin Ashlamov    |
| 2025      | Saragossa      | Aleix Melia            | 5:3       | Daan Leyssen           |

### Rangliste
| Platz | Spieler                | Gold | Silber | Finalteilnahmen |
| ----- | ---------------------- | ---- | ------ | --------------- |
| 1     | Aleix Melia            | 3    | 1      | 4               |
| 2     | Francisco Sánchez Ruíz | 2    | 1      | 3               |
| 3     | David Márquez          | 2    | 0      | 2               |
| 4     | Daan Leyssen           | 1    | 1      | 2               |
| 4     | Eric Ruiz Ardevines    | 1    | 1      | 2               |
| 6     | Francisco Díaz-Pizarro | 1    | 0      | 1               |
| 6     | Joan Gasques           | 1    | 0      | 1               |
| 6     | Samir Kaddur           | 1    | 0      | 1               |
| 6     | David Pérez            | 1    | 0      | 1               |